# Klenové
Klenové je vesnice v okrese Praha-východ, je součástí obce Velké Popovice. Nachází se asi 3,6 km na jih od Velkých Popovic. Vesnice leží pod kopcem Klenové (440 m), okolo vesnice prochází Mokřanský potok. Je zde evidováno 8 adres.